# Graide
Graide is een plaats en deelgemeente van de Belgische gemeente Bièvre.
Graide ligt in de provincie Namen en was tot 1 januari 1977 een zelfstandige gemeente. Graide heeft een spoorwegstation langs spoorlijn 166, zie Station Graide.

## Demografische ontwikkeling
- Bronnen:NIS, Opm:1831 tot en met 1970=volkstellingen, 1976= inwoneraantal op 31 december

## Bezienswaardigheid
De Église Saint-Denis is de kerk van Graide, toegewijd aan de heilige Dionysius van Parijs. De toren van de kerk is een voormalige donjon die mogelijk stamt uit de Merovingische periode. Hij zou door Pepijn de Korte zijn gebouwd, als uitkijktoren als hij op jacht ging in de bossen van Graide en Paliseul.

## Galerij

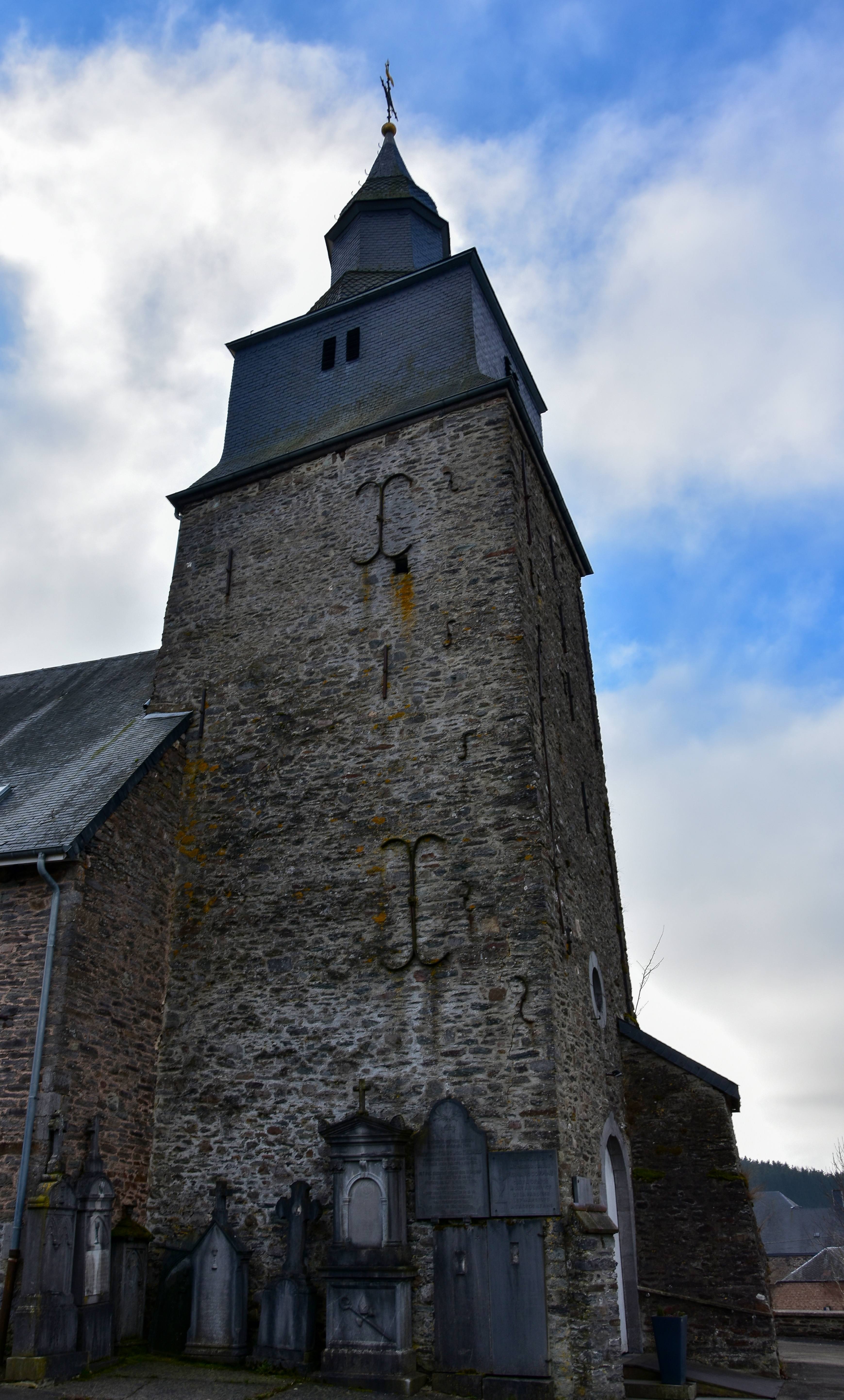
De kerktoren
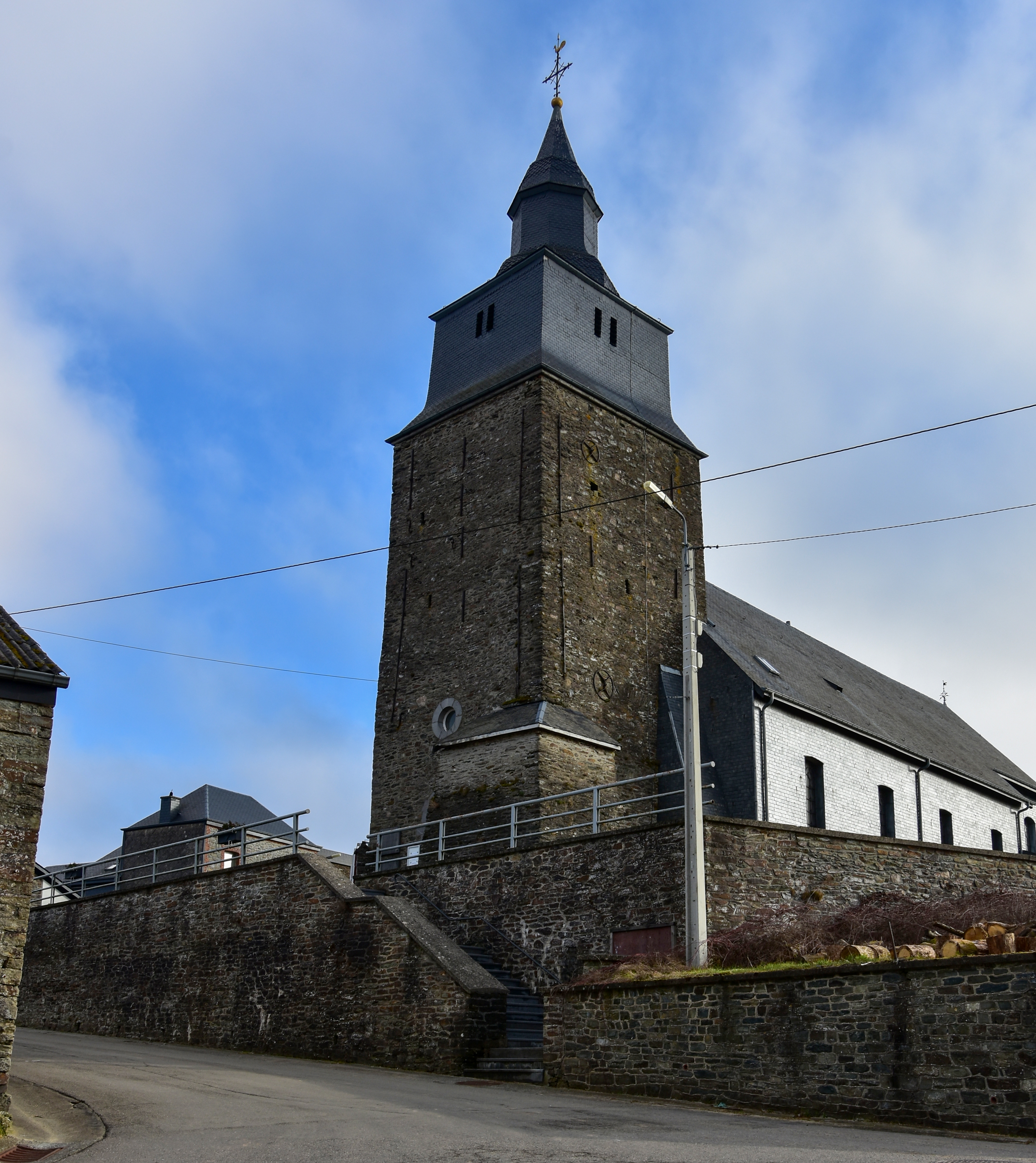
De kerk
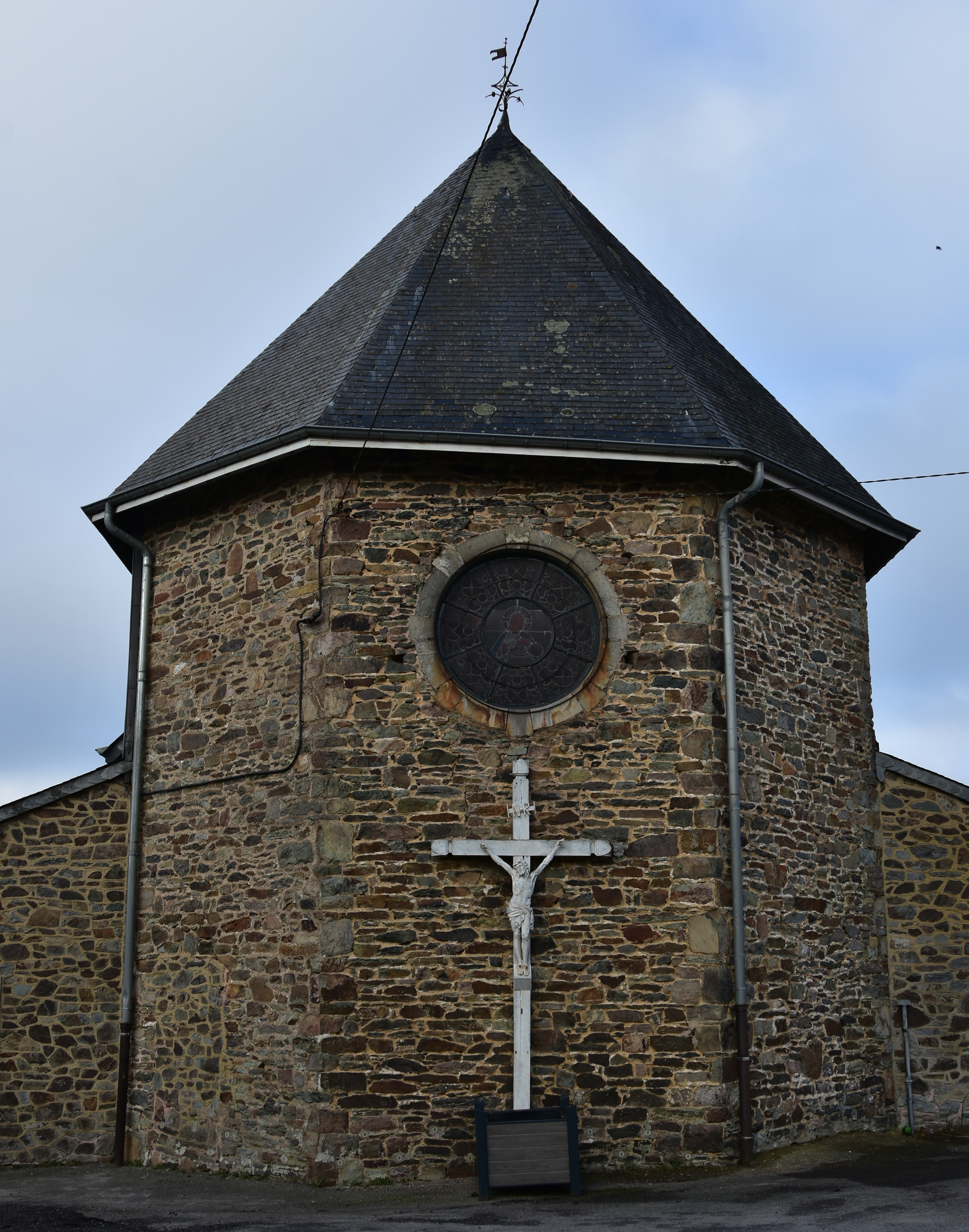
Het priesterkoor

Deelgemeenten: Baillamont · Bellefontaine · Bièvre · Cornimont · Graide · Gros-Fays · Monceau-en-Ardenne · Naomé · Oizy · Petit-Fays

Overige kern: Six-Planes

Belgische gemeenten · Arrondissement Dinant · provincie Namen · Wallonië